# Mare di Scotia

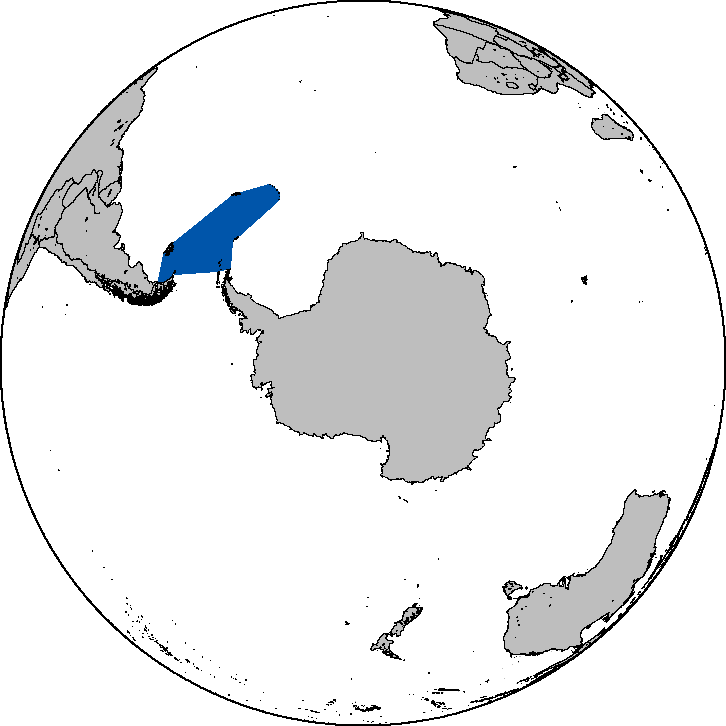
Posizione e area approssimativa del Mare di Scotia.

Il mare di Scotia è un mare antartico, posto a est della fascia compresa tra Capo Horn e il passaggio di Drake, compreso tra la penisola Antartica, la Terra del Fuoco e la Georgia del Sud. Ha una superficie di 900.000 km2 e ha una profondità massima di 6000 m.